# Henry Marsoulan
Henry Thomas Marsoulan, dit Henry Marsoulan (ou Henri), né le 30 mars 1839 à Paris et mort le 21 septembre 1909 dans la même ville, est un homme politique français.

## Biographie

### Premières années
Fils d'un fabriquant de papier peint, Henry Marsoulan naît à Paris en 1839. Après être passé par l'Ecole supérieure de commerce, il fait des études de laboratoire puis est employé aux Verreries de Sèvres, au Bas-Meudon. Il participe à la révolution de 1848 dans le faubourg Saint-Antoine puis, en 1870, s'engage dans l'armée d'abord comme caporal puis sergent à la 1ère compagnie de francs-tireurs de Paris. Blessé à Châteaudun, il est décoré de la médaille militaire. Il fonde en 1872 la coopérative de consommation « La Société de Picpus » avec vingt-deux sociétaires.  

### Carrière au Conseil municipal de Paris

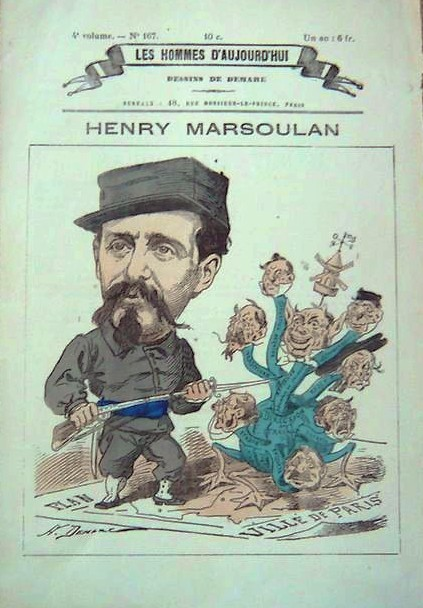
Henry Marsoulan caricaturé dans Les Hommes d'aujourd'hui par Henri Demare.

Entré au Conseil municipal en 1874, il est réélu constamment jusqu'à sa mort dans le quartier du Bel-Air et fait office de doyen du Conseil. Il est un membre fondateur de l'Ecole de physique et chimie, de l'École Boulle, de l'Ecole Braille et des ateliers départementaux pour les ouvriers estropiés ou infirmes. S'occupant des questions liées au gaz, aux tramways, aux serres, il est aussi membre de la commission des Beaux-Arts et a proposé des réorganisations aux niveaux pédagogiques et administratifs de l'Ecole d'arboriculture de Saint-Mandé. Il membre un temps du mouvement socialiste indépendant parisien.  